# Destructor Francesco Crispi
El Francesco Crispi va ser un dels quatre destructors de classe Sella construïts per a la Regia Marina als anys vint. Acabat el 1927, va servir a la Segona Guerra Mundial.

## Disseny i descripció
Els destructors de la classe Sella van ser versions ampliades i millorades de les classes precedents Palestro i Curtatone. Tenien una longitud total de 84,9 metres (279 peus), una mànega de 8,6 metres (28 peus 3 polzades) i un calat mitjà de 2,7 metres (8 peus 10 polzades). Desplaçaven 970 tones mètriques (950 tones llargues ) amb càrrega estàndard , i 1.480 tones mètriques (1.460 tones llargues) amb càrrega profunda . El seu complement era de 8 a 9 oficials i 144 sots-oficials i mariners.
A diferència de les turbines de vapor d'engranatge Parsons utilitzades pel seu vaixell germà, el Francesco Crispi va utilitzar un parell de turbines Belluzzo, cadascuna impulsant un eix de l'hèlix utilitzant vapor subministrat per tres calderes Thornycroft. Les turbines tenien una potència de 36.000 cavalls (27.000 kW) per a una velocitat de 33 nusos (61 km/h; 38 mph) en servei, tot i que el vaixell va assolir una velocitat de 38,6 nusos (71,5 km/h; 44,4 mph) de 35.540 shp (26.500 kW) durant les seves proves de mar amb una càrrega lleugera. Els Sella portaven prou fuel per donar-los una autonomia de 1.800 milles nàutiques (3.300 km; 2.100 milles) a una velocitat de 14 nusos (26 km/h; 16 mph).
La seva bateria principal consistia en quatre canons de 120 mil·límetres (4,7 polzades) en una torreta de dos canons a la part posterior de la superestructura i una torreta d'un sol canó davant d'aquesta. La defensa antiaèria (AA) per als vaixells de la classe Sella erq proporcionada per un parell de canons AA de 40 mil·límetres (1,6 polzades) en muntatges individuals al mig del vaixell i un parell de metralladores de 13,2 mil·límetres (0,52 polzades). Estaven equipats amb quatre tubs de torpedes de 533 mil·límetres (21 polzades) en dos muntatges bessons al mig del vaixell. Els Sella també podia portar 32 mines.

## Història
La quilla li va ser posada  per Pattinson a la seva drassana de Nàpols el 21 de febrer de 1923, avarat el 12 de setembre de 1925 i posat en marxa el 29 d'abril de 1927.
L'any 1928 va impactar contra la roca de Meloria, i va quedar malmès.
Quan Itàlia va entrar a la Segona Guerra Mundial va formar el IV Esquadró de Destructors amb el líder de classe, el Sella, amb seu a Rodes.
Durant aquest conflicte, essent un dels destructors més antics en servei, va ser utilitzat al més tranquil mar Egeu com a escorta de combois i caça antisubmarina.
A principis de 1941 va ser sotmès a obres d'adaptació, al mateix temps que el Sella , per ser utilitzat com a unitat de suport dels vehicles d'assalt: es van crear cadires de muntatge al mig del vaixell sobre les quals es podien col·locar 6 "barques explosives" , així com petites grues, accionades elèctricament, per aixecar aquests vehicles i posar - los a l'aigua; la tripulació va ser entrenada en aquestes maniobres, trigant només 30-40 segons a executar-les.
El gener de 1941, juntament amb el Sella, va marxar a una primera missió com a aproximador de vaixells explosius per a una missió contra Suda, però va haver de tornar perquè va ser informat de la sortida dels vaixells del port de Creta.
Al febrer va tornar a abandonar la base, de nou en companyia del Sella, per a un segon intent d'atac contra Suda, però es va fer tornar a port perquè el nombre i tipus de vaixells amarrats a Suda van fer un atac considerat de poca importància.
El 25 de febrer, arran de l'ocupació britànica de l'illot de Castelrosso, va embarcar a Rodes, juntament amb el Sella i les torpedineres Lupo i Lince, 240 homes que després van desembarcar a Castelrosso (el desembarcament es va dificultar per la mar agitada, però l'illa va tornar a mans italianes).
Com a part d'una nova missió contra Suda, va ser enviat a Astipalea juntament amb la seva unitat germana. El comandant del Crispi era el capità de fragata Ugo Ferruta. Entre les 16.30 i les 17.30 del 25 de març de 1941 les dues unitats de la IV Esquadra van sortir de Stampalia cap a un punt establert, a 6 milles de la península d'Akrotiri, on van arribar a les 23.30 d'aquell dia; en pocs minuts van posar al mar 6 vaixells explosius i a les 23.41 van marxar cap al viatge de tornada. Les petites embarcacions van atacar les unitats britàniques a Suda, aconseguint un èxit moderat : el creuer pesant HMS York i el petroler Pericles van quedar mig enfonsats , encara que aquest resultat es va pagar amb la captura -que s'esperava- dels 6 pilots.
El 27 de maig del mateix any va escortar el comboi juntament amb les torpedineres Lince, Libra i Lira i dos MAS MAS (vapors Giulio Orsini i Tarquinia, vapor Giampaolo, remolcadors Aguglia i Impero , vaixells refrigerats Assab i Addis Abeba, vapor fluvial Porto di Roma, vaixells pesquers S. Giorgio , S. Antonio , Plutone i Navigatore , petroler Nera , tancs portuaris CG 89 i CG 167) que transportaven el contingent italià enviat a Creta (2.400 homes del 9è Regiment d'Infanteria , 50 mariners, 13 tancs lleugers, 350 mules , 4 vehicles). A les 14.00 hores del 28 de maig va sortir del comboi i va bombardejar el far i l'estació del cap Sidero (Creta) amb la seva artilleria , reincorporant-se al comboi a les 15.45; de les 16.45 a les 17.20 va assistir al desembarcament a la badia de Sitia, disposat a obrir foc contra qualsevol nucli de resistència, però no hi va haver necessitat. Després va partir a la ruta de tornada a les 17.20h.
Durant l'activitat d'escorta a l'Egeu va patir diverses vegades atacs aeris ; el 27 de novembre de 1942 va ser colpejat i danyat per una bomba.
També durant l'any 1942 les dues metralladores Vickers-Armstrongs de 40 mm van ser substituïdes per quatre Breda 20/65 Mod 1935
L'armistici el va sorprendre al Pireu i allà va ser capturat pels alemanys. Va ser incorporat a la Kriegsmarine com a TA 15.
Va sofrir un treball de modificació que va suposar l'addició de les metralladores antiaèries Bofors de 40/56 mm i Breda 37/54 mm.
El 8 de març de 1944 va ser atacat per avions britànics al nord de Creta i, colpejat per bombes de coets, es va enfonsar.
Va ser recuperat però, el 12 d'octubre de 1944, va ser atacat de nou per avions mentre estava al Pireu i es va enfonsar al port grec